# Coupe de la Ligue 1994-1995
La Coupe de la Ligue 1994-1995 fu la 1ª edizione della manifestazione.
Iniziò il 24 novembre 1994 e si concluse il 3 maggio 1995 con la finale al Parco dei Principi vinta per 2 a 0 dal Paris Saint-Germain contro il Bastia.

## Calendario
| Turno             | Partita Unica                             |                                           |
| ----------------- | ----------------------------------------- | ----------------------------------------- |
| Turno preliminare | 23 agosto-19 settembre 1995               | 23 agosto-19 settembre 1995               |
| Primo turno       | 24 ottobre 1995                           | 24 ottobre 1995                           |
| Secondo turno     | 12-13 dicembre 1995                       | 12-13 dicembre 1995                       |
| Ottavi di finale  | 6-17 gennaio 1996                         | 6-17 gennaio 1996                         |
| Quarti di finale  | 30 gennaio 1996                           | 30 gennaio 1996                           |
| Semifinali        | 13 febbraio 1996                          | 13 febbraio 1996                          |
| Finale            | 6 aprile 1996 Parigi (Parco dei Principi) | 6 aprile 1996 Parigi (Parco dei Principi) |

## Partite

### Primo Turno
| Squadra 1      | Risultato       | Squadra 2           |
| -------------- | --------------- | ------------------- |
| Sedan          | 2 - 0           | Valence             |
| Nancy          | 2 - 2 (2-4 dtr) | Perpignan           |
| Châteauroux    | 2 - 0           | Nîmes               |
| Le Mans        | 3 - 0           | Beauvais            |
| Gueugnon       | 1 - 2           | Red Star            |
| Charleville    | 0 - 2           | Dunkerque           |
| Guingamp       | 2 - 0           | Rouen               |
| Amiens         | 2 - 2 (5-4 dtr) | Angers              |
| Valenciennes   | 2 - 0           | Laval               |
| Tolosa         | 2 - 1           | Mulhouse            |
| Niort          | 1 - 0           | Olympique Marsiglia |
| Olympique Alès | 1 - 1 (3-5 dtr) | Stade Briochin      |

| Sedan 29 novembre 1994, ore 20:00 Primo Turno           | Sedan     | 2 – 0 referto | Valence | Stade Louis-Dugauguez (2.956 spett.) |
| \| \| \| \| \| Bonora 42’ Songne 89’ \| Marcatori \| \| |           |               |         |                                      |
|                                                         |           |               |         |                                      |
| Bonora 42’ Songne 89’                                   | Marcatori |               |         |                                      |

| Tomblaine 29 novembre 1994, ore 20:00 Primo Turno                                                           | Nancy                | 2 – 2 referto        | Perpignan | Stadio Marcel Picot (3.781 spett.) |
| \| \| \| \| \| Sachy 27’ Rambo 38’ \| Marcatori \| 29’ Henry 60’ Crucet \| \| \| Tiri di rigore 2 – 4 \| \| |                      |                      |           |                                    |
| |                      |                      |           |                                    |
| Sachy 27’ Rambo 38’                                                                                         | Marcatori            | 29’ Henry 60’ Crucet |           |                                    |
| | Tiri di rigore 2 – 4 |                      |           |                                    |

| Châteauroux 29 novembre 1994, ore 20:00 Primo Turno   | Châteauroux | 2 – 0 referto | Nîmes | Stade Gaston Petit (2.000 spett.) |
| \| \| \| \| \| Bossis 29’ Roux 76’ \| Marcatori \| \| |             |               |       |                                   |
|                                                       |             |               |       |                                   |
| Bossis 29’ Roux 76’                                   | Marcatori   |               |       |                                   |

| Le Mans 29 novembre 1994, ore 20:00 Primo Turno             | Le Mans   | 3 – 0 referto | Beauvais | Stadio Léon Bollée (1.035 spett.) |
| \| \| \| \| \| Kets 57’ Poisson 66’, 80’ \| Marcatori \| \| |           |               |          |                                   |
|                                                             |           |               |          |                                   |
| Kets 57’ Poisson 66’, 80’                                   | Marcatori |               |          |                                   |

| Gueugnon 29 novembre 1994, ore 20:00 Primo Turno                           | Gueugnon  | 1 – 2 referto               | Red Star | Stade Jean-Laville (900 spett.) |
| \| \| \| \| \| Jurietti 66’ \| Marcatori \| 12’ Leuregans 64’ Thimothee \| |           |                             |          |                                 |
|                                                                            |           |                             |          |                                 |
| Jurietti 66’                                                               | Marcatori | 12’ Leuregans 64’ Thimothee |          |                                 |

| Charleville-Mézières 29 novembre 1994, ore 20:00 Primo Turno | Charleville | 0 – 2 referto           | Dunkerque | Stade du Petit-Bois (936 spett.) |
| \| \| \| \| \| \| Marcatori \| 6’ Blanchard 70’ Rincon \|    |             |                         |           |                                  |
|                                                              |             |                         |           |                                  |
|                                                              | Marcatori   | 6’ Blanchard 70’ Rincon |           |                                  |

| Guingamp 29 novembre 1994, ore 20:00 Primo Turno           | Guingamp  | 2 – 0 referto | Rouen | Stadio di Roudourou (2.418 spett.) |
| \| \| \| \| \| Carnot 15’ Guivarc'h 89’ \| Marcatori \| \| |           |               |       |                                    |
|                                                            |           |               |       |                                    |
| Carnot 15’ Guivarc'h 89’                                   | Marcatori |               |       |                                    |

| Amiens 29 novembre 1994, ore 20:00 Primo Turno                                                                     | Amiens               | 2 – 2 referto           | Angers | Stade de la Licorne (2.500 spett.) |
| \| \| \| \| \| Richard 45’ Adjali 119’ \| Marcatori \| 55’, 113’ Mouyeme-Elong \| \| \| Tiri di rigore 5 – 4 \| \| |                      |                         |        |                                    |
| |                      |                         |        |                                    |
| Richard 45’ Adjali 119’                                                                                            | Marcatori            | 55’, 113’ Mouyeme-Elong |        |                                    |
| | Tiri di rigore 5 – 4 |                         |        |                                    |

| Valenciennes 29 novembre 1994, ore 20:00 Primo Turno     | Valenciennes | 2 – 0 referto | Laval | Stade Nungesser (1 451 spett.) |
| \| \| \| \| \| Dufresne 38’ Dylus 87’ \| Marcatori \| \| |              |               |       |                                |
|                                                          |              |               |       |                                |
| Dufresne 38’ Dylus 87’                                   | Marcatori    |               |       |                                |

| Tolosa 29 novembre 1994, ore 20:00 Primo Turno               | Tolosa    | 2 – 1 referto | Mulhouse | Stadium Municipal (3 000 spett.) |
| \| \| \| \| \| Pickeu 48’, 87’ \| Marcatori \| 10’ Granon \| |           |               |          |                                  |
|                                                              |           |               |          |                                  |
| Pickeu 48’, 87’                                              | Marcatori | 10’ Granon    |          |                                  |

| Niort 29 novembre 1994, ore 20:00 Primo Turno    | Niort     | 1 – 0 referto | Olympique Marsiglia | Stadio René-Gaillard |
| \| \| \| \| \| Azzopardi 118’ \| Marcatori \| \| |           |               |                     |                      |
|                                                  |           |               |                     |                      |
| Azzopardi 118’                                   | Marcatori |               |                     |                      |

| Alès 29 novembre 1994, ore 20:00 Primo Turno                                          | Olympique Alès       | 1 – 1 referto | Saint-Brieuc | Stadio Pierre Pibarot (400 spett.) |
| \| \| \| \| \| Sarr 28’ \| Marcatori \| 22’ Herve \| \| \| Tiri di rigore 3 – 5 \| \| |                      |               |              |                                    |
|                                                                                       |                      |               |              |                                    |
| Sarr 28’                                                                              | Marcatori            | 22’ Herve     |              |                                    |
|                                                                                       | Tiri di rigore 3 – 5 |               |              |                                    |

### Secondo Turno
| Squadra 1           | Risultato       | Squadra 2       |
| ------------------- | --------------- | --------------- |
| Bastia              | 3 - 0           | Amiens          |
| Cannes              | 2 - 3           | Olympique Lione |
| Caen                | 3 - 1           | Saint-Étienne   |
| Dunkerque           | 1 - 0           | Martigues       |
| Guingamp            | 1 - 0           | Valenciennes    |
| Châteauroux         | 3 - 1           | Bordeaux        |
| Le Mans             | 0 - 0 (4-2 dtr) | Stade Briochin  |
| Le Havre            | 1 - 0           | Lilla           |
| Metz                | 1 - 4           | Monaco          |
| Nizza               | 0 - 3           | Nantes          |
| Niort               | 2 - 3           | Lens            |
| Perpignan           | 2 - 0           | Strasburgo      |
| Red Star            | 0 - 1           | Montpellier     |
| Rennes              | 1 - 0           | Sedan           |
| Tolosa              | 2 - 1           | Sochaux         |
| Paris Saint-Germain | 1 - 0           | Auxerre         |

### Ottavi di finale
| Squadra 1           | Risultato       | Squadra 2       |
| ------------------- | --------------- | --------------- |
| Guingamp            | 2 - 1           | Le Mans         |
| Le Havre            | 2 - 1           | Caen            |
| Monaco              | 2 - 0           | Dunkerque       |
| Perpignan           | 1 - 1 (5-6 dtr) | Montpellier     |
| Tolosa              | 2 - 2 (2-1 dtr) | Lens            |
| Nantes              | 0 - 1           | Bastia          |
| Paris Saint-Germain | 2 - 1           | Olympique Lione |
| Châteauroux         | 1 - 1 (3-1 dtr) | Rennes          |

### Quarti di finale
| Squadra 1           | Risultato       | Squadra 2 |
| ------------------- | --------------- | --------- |
| Montpellier         | 2 - 0           | Monaco    |
| Bastia              | 1 - 1 (4-3 dtr) | Guingamp  |
| Châteauroux         | 0 - 1           | Le Havre  |
| Paris Saint-Germain | 3 - 0           | Tolosa    |

### Semifinali
| Squadra 1 | Risultato | Squadra 2           |
| --------- | --------- | ------------------- |
| Bastia    | 3 - 1     | Montpellier         |
| Le Havre  | 0 - 1     | Paris Saint-Germain |

### Finale
| Squadra 1           | Risultato | Squadra 2 |
| ------------------- | --------- | --------- |
| Paris Saint-Germain | 2 - 0     | Bastia    |

| Arbitro: | Marcel Lainé |

|                   |           |  |
| Roche 21’ Raí 84’ | Marcatori |  |

| PSG | Bastia |

#### Formazioni
| Paris Saint-Germain |    |                   |  |     |
|                     |    |                   |  |     |
| P                   | 2  | Luc Borrelli      |  |     |
| D                   | 9  | Francis Llacer    |  |     |
| D                   | 1  | Bernard Allou     |  |     |
| D                   | 5  | Ricardo           |  |     |
| D                   | 11 | Alain Roche (C)   |  |     |
| C                   | 6  | Vincent Guérin    |  |     |
| C                   | 8  | Paul Le Guen      |  | 58’ |
| C                   | 7  | Antoine Kombouaré |  |     |
| C                   | 13 | George Weah       |  |     |
| A                   | 12 | Raí               |  |     |
| A                   | 4  | David Ginola      |  | 60’ |
| Sostituti:          |    |                   |  |     |
| C                   | 3  | Daniel Bravo      |  | 58’ |
| A                   | 10 | Pascal Nouma      |  | 60’ |
| Allenatore:         |    |                   |  |     |
| Luis Fernández      |    |                   |  |     |

| Bastia             |    |                      |  |     |
|                    |    |                      |  |     |
| P                  | 11 | Bruno Valencony      |  |     |
| D                  | 4  | Jean-Christophe Debu |  |     |
| D                  | 10 | Didier Santini       |  |     |
| D                  | 1  | Franck Burnier       |  |     |
| D                  | 7  | Gilles Leclerc       |  |     |
| C                  | 6  | Mamadou Faye         |  |     |
| C                  | 3  | Laurent Casanova (C) |  | 17’ |
| C                  | 12 | Franck Vandecasteele |  |     |
| C                  | 5  | Anto Drobnjak        |  |     |
| A                  | 8  | Bruno Rodriguez      |  | 82’ |
| A                  | 13 | Stéphane Ziani       |  |     |
| Sostituti:         |    |                      |  |     |
| D                  | 9  | Cyril Rool           |  | 17’ |
| C                  | 2  | Pascal Camadini      |  | 82’ |
| Allenatore:        |    |                      |  |     |
| Frédéric Antonetti |    |                      |  |     |